# Sustanon

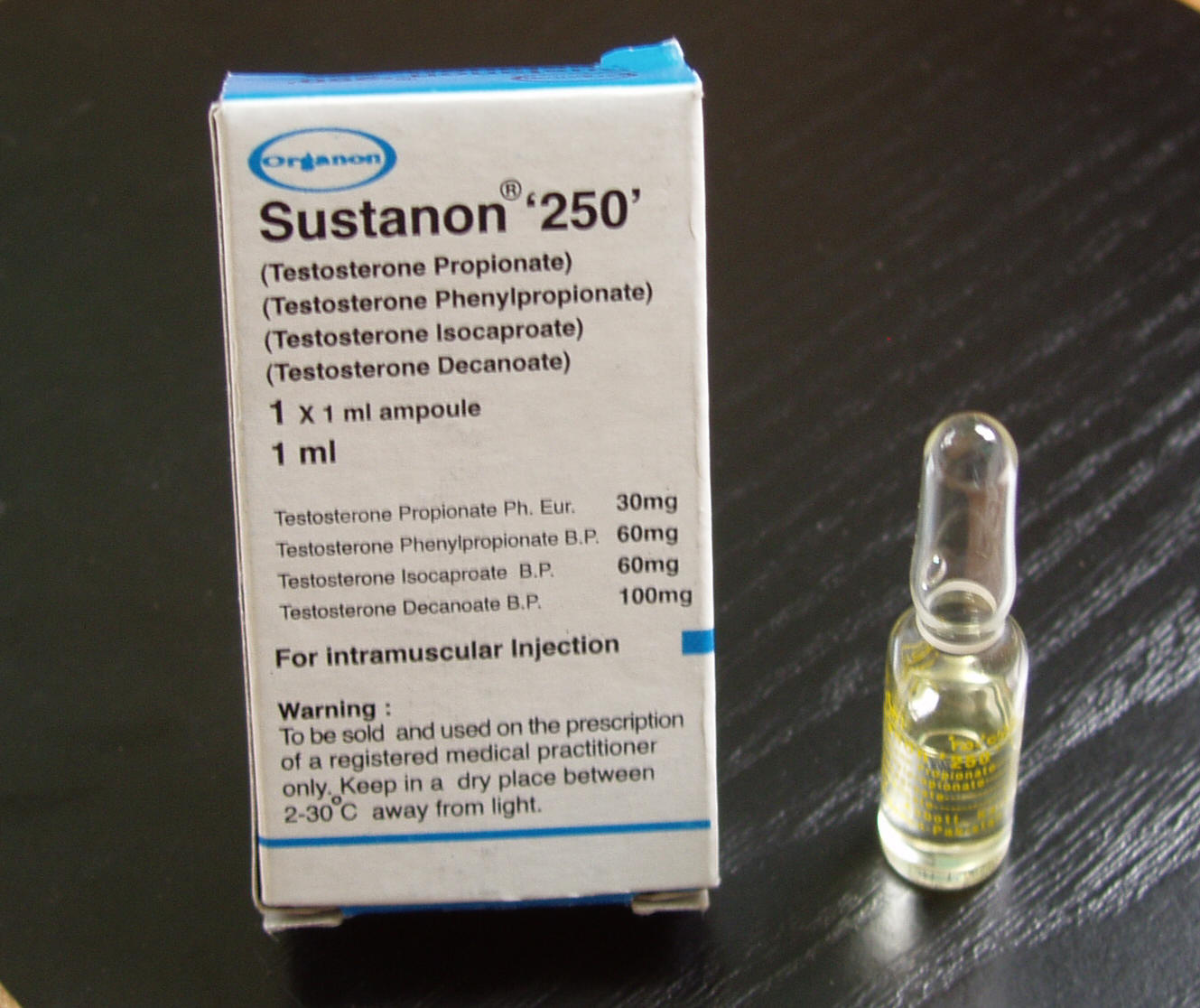
Sustanon

Il Sustanon è un nome commerciale di proprietà della Organon Pharmaceuticals per miscele iniettabili a base di olio di composti di testosterone esterificati.
Il Sustanon 250 è una miscela di quattro composti di testosterone esterizzato:
- 30 mg di proponiato di testosterone;
- 60 mg di testosterone fenilpropionato;
- 60 mg di testosterone isocaproate;
- 100 mg di testosterone decanoato.

Sustanon 100 era molto simile come composizione, sebbene con soli tre esteri. Questa dose più ridotta era di solito per uso pediatrico:
- 20 mg di propionato di testosterone;
- 40 mg di testosterone fenilpropionato;
- 40 mg di testosterone isocaproate;

Sustanon 100 non è più prodotto dal 2009.
I numeri nei nomi si riferiscono al fatto che il contenuto di composti di testosterone in ciascuna miscela è rispettivamente di 250 e 100 mg/ml.
L'esterizzazione delle molecole di testosterone fornisce un rilascio prolungato (ma non lineare) di testosterone dal iniezione di deposito nel plasma sanguigno.